# Ко је сахрањен у мом гробу?
Ко је сахрањен у мом гробу? (енгл. Dead Ringer или Who is Buried in my Grave?) је амерички трилер из 1964. године, у режији Пол Хенрида са Бети Дејвис у главној улози. Дејвисова глуми две сестре близнакиње, од којих једна, похлепна и лукава, испланира убиство богате сестре и преузимање њеног идентитета. 